# Bahnstrecke Portsmouth–Bow Junction
| Gesellschaft: | PAR                  |                                               |                                               |
| Streckenlänge: | 63 km                |                                               |                                               |
| Spurweite: | 1435 mm (Normalspur) |                                               |                                               |
| |                      |                                               |                                               |
| \| \| \| \| \| \| \| \| von Portland \| \| \| \| 0,00 \| Portsmouth NH \| Portsmouth NH \| \| \| \| nach Boston \| \| \| \| ca. 5 \| Pickering NH \| Pickering NH \| \| \| 6,17 \| Greenland NH \| Greenland NH \| \| \| 10,14 \| Bayside NH \| Bayside NH \| \| \| 12,69 \| Stratham NH \| Stratham NH \| \| \| \| Squamscott River \| \| \| \| \| Abzweig Richtung Wilmington \| \| \| \| 15,86 \| Rockingham Junction NH \| Rockingham Junction NH \| \| \| \| (früher Newmarket Junction, Rockingham) \| \| \| \| \| Strecke Wilmington–Agamenticus \| \| \| \| \| Abzweig Richtung Wilmington \| \| \| \| 21,36 \| Littlefield NH \| Littlefield NH \| \| \| 23,00 \| Hedding NH (früher East Epping) \| Hedding NH (früher East Epping) \| \| \| \| Abzweig Richtung Worcester \| \| \| \| \| Strecke Worcester–Rochester \| \| \| \| 27,60 \| Epping NH \| Epping NH \| \| \| \| Abzweig Richtung Rochester \| \| \| \| 31,39 \| West Epping NH \| West Epping NH \| \| \| 36,71 \| Raymond NH \| Raymond NH \| \| \| 39,71 \| Onway Lake NH \| Onway Lake NH \| \| \| 43,01 \| East Candia NH \| East Candia NH \| \| \| 46,63 \| Candia NH \| Candia NH \| \| \| \| nach Manchester \| \| \| \| ca. 51,5 \| Rowes Corner NH \| Rowes Corner NH \| \| \| \| Straßenbahn Concord (Merrimack Street) \| \| \| \| \| von Center Barnstead \| \| \| \| \| von Hooksett \| \| \| \| ca. 58 \| Suncook NH \| Suncook NH \| \| \| ca. 61 \| Pembroke NH \| Pembroke NH \| \| \| \| Straßenbahn Concord (Anf. Gleisverschlingung) \| \| \| \| \| Merrimack River \| \| \| \| \| Straßenbahn Concord (Ende Gleisverschlingung) \| \| \| \| \| Streckenende/Industrieanschluss \| \| \| \| \| von Nashua \| \| \| \| ca. 63 \| Bow Junction NH (früher Bow Mills) \| Bow Junction NH (früher Bow Mills) \| \| \| \| nach Concord \| \| |                      |                                               |                                               |
| |                      |                                               |                                               |
| Strecke |                      | von Portland                                  | von Portland                                  |
| Dienststation / Betriebs- oder Güterbahnhof | 0,00                 | Portsmouth NH                                 | Portsmouth NH                                 |
| Abzweig geradeaus und nach links |                      | nach Boston                                   | nach Boston                                   |
| ehemaliger Haltepunkt / Haltestelle | ca. 5                | Pickering NH                                  | Pickering NH                                  |
| ehemaliger Bahnhof | 6,17                 | Greenland NH                                  | Greenland NH                                  |
| ehemaliger Haltepunkt / Haltestelle | 10,14                | Bayside NH                                    | Bayside NH                                    |
| ehemaliger Haltepunkt / Haltestelle | 12,69                | Stratham NH                                   | Stratham NH                                   |
| Brücke über Wasserlauf |                      | Squamscott River                              | Squamscott River                              |
| Abzweig ehemals geradeaus und nach links |                      | Abzweig Richtung Wilmington                   | Abzweig Richtung Wilmington                   |
| Bahnhof (Strecke außer Betrieb) | 15,86                | Rockingham Junction NH                        | Rockingham Junction NH                        |
| Strecke (außer Betrieb) |                      | (früher Newmarket Junction, Rockingham)       | (früher Newmarket Junction, Rockingham)       |
| Kreuzung (Strecke geradeaus außer Betrieb) |                      | Strecke Wilmington–Agamenticus                | Strecke Wilmington–Agamenticus                |
| Abzweig geradeaus und von links (Strecke außer Betrieb) |                      | Abzweig Richtung Wilmington                   | Abzweig Richtung Wilmington                   |
| Haltepunkt / Haltestelle (Strecke außer Betrieb) | 21,36                | Littlefield NH                                | Littlefield NH                                |
| Haltepunkt / Haltestelle (Strecke außer Betrieb) | 23,00                | Hedding NH (früher East Epping)               | Hedding NH (früher East Epping)               |
| Abzweig geradeaus und nach links (Strecke außer Betrieb) |                      | Abzweig Richtung Worcester                    | Abzweig Richtung Worcester                    |
| Kreuzung (Strecken außer Betrieb) |                      | Strecke Worcester–Rochester                   | Strecke Worcester–Rochester                   |
| Bahnhof (Strecke außer Betrieb) | 27,60                | Epping NH                                     | Epping NH                                     |
| Abzweig geradeaus und von rechts (Strecke außer Betrieb) |                      | Abzweig Richtung Rochester                    | Abzweig Richtung Rochester                    |
| Bahnhof (Strecke außer Betrieb) | 31,39                | West Epping NH                                | West Epping NH                                |
| Bahnhof (Strecke außer Betrieb) | 36,71                | Raymond NH                                    | Raymond NH                                    |
| Haltepunkt / Haltestelle (Strecke außer Betrieb) | 39,71                | Onway Lake NH                                 | Onway Lake NH                                 |
| Bahnhof (Strecke außer Betrieb) | 43,01                | East Candia NH                                | East Candia NH                                |
| Bahnhof (Strecke außer Betrieb) | 46,63                | Candia NH                                     | Candia NH                                     |
| Abzweig geradeaus und nach links (Strecke außer Betrieb) |                      | nach Manchester                               | nach Manchester                               |
| Haltepunkt / Haltestelle (Strecke außer Betrieb) | ca. 51,5             | Rowes Corner NH                               | Rowes Corner NH                               |
| Kreuzung (Strecken außer Betrieb) |                      | Straßenbahn Concord (Merrimack Street)        | Straßenbahn Concord (Merrimack Street)        |
| Abzweig geradeaus und nach rechts (Strecke außer Betrieb) |                      | von Center Barnstead                          | von Center Barnstead                          |
| Abzweig geradeaus und von links (Strecke außer Betrieb) |                      | von Hooksett                                  | von Hooksett                                  |
| Bahnhof (Strecke außer Betrieb) | ca. 58               | Suncook NH                                    | Suncook NH                                    |
| Haltepunkt / Haltestelle (Strecke außer Betrieb) | ca. 61               | Pembroke NH                                   | Pembroke NH                                   |
| Abzweig geradeaus und von rechts (Strecke außer Betrieb) |                      | Straßenbahn Concord (Anf. Gleisverschlingung) | Straßenbahn Concord (Anf. Gleisverschlingung) |
| Brücke über Wasserlauf (Strecke außer Betrieb) |                      | Merrimack River                               | Merrimack River                               |
| Abzweig geradeaus und nach rechts (Strecke außer Betrieb) |                      | Straßenbahn Concord (Ende Gleisverschlingung) | Straßenbahn Concord (Ende Gleisverschlingung) |
| |                      | Streckenende/Industrieanschluss               |                                               |
| Abzweig geradeaus und von links |                      | von Nashua                                    | von Nashua                                    |
| Dienststation / Betriebs- oder Güterbahnhof | ca. 63               | Bow Junction NH (früher Bow Mills)            | Bow Junction NH (früher Bow Mills)            |
| Strecke |                      | nach Concord                                  | nach Concord                                  |

Die Bahnstrecke Portsmouth–Bow Junction ist eine etwa 63 Kilometer lange eingleisige Eisenbahnstrecke in New Hampshire (Vereinigte Staaten). Heute besteht nur noch der 15,86 Kilometer lange Abschnitt von Portsmouth bis Rockingham Junction, der in Besitz der Pan Am Railways ist und im Güterverkehr regelmäßig befahren wird.

## Geschichte
Das Mitte der 1840er Jahre bestehende Eisenbahnnetz New Hampshires hatte eine ausgeprägte Nord-Süd-Ausrichtung. Querstrecken gab es kaum. Um die drei bestehenden Hauptstrecken miteinander zu verbinden, wurde 1845 die Portsmouth and Concord Railroad gegründet. Die konzessionierte Strecke sollte von Portsmouth zu einem Punkt an der Concord Railroad südlich der Hauptstadt Concord, der Bow Junction genannt wurde, führen. Zwei Ergänzungsverträge zur Konzession sahen Abzweige von Candia nach Manchester sowie von Suncook nach Hooksett vor. Die Bahnstrecke wurde ab Sommer 1847 von Portsmouth aus gebaut und abschnittsweise eröffnet. Im Dezember 1849 erreichte der Schienenstrang Epping, wo später die Nashua and Rochester Railroad kreuzen sollte. Die Verlängerung bis Raymond ging im September 1850 in Betrieb. Im August 1852 konnte die Gesamtstrecke bis zum Bahnhof Bow Mills an der Bahnstrecke Nashua–Concord eröffnet werden, der gleichzeitig in Bow Junction umbenannt wurde. Die Personenzüge verkehrten von Anfang an bis Concord, in Bow Junction gab es nur einen Güterschuppen.
Nach einer Pleite der Bahngesellschaft übernahm ab 1857 die Concord and Portsmouth Railroad die Strecke. 1858 pachtete die Concord Railroad die Bahn. Da sie durch den nun geplanten Bau der beiden konzessionierten Zweigstrecken nach Manchester und Hooksett Konkurrenz für den Verkehr von Manchester nach Concord befürchtete, setzte sie durch, dass mit Eröffnung der Strecke nach Manchester der Abschnitt Candia–Suncook stillgelegt wird. 1862 wurde damit bereits der erste Abschnitt der Bahnstrecke stillgelegt und in der Folge abgebaut. Die Züge von Portsmouth verkehrten nun nach Manchester. Den Abschnitt Bow Junction–Suncook kaufte die Concord Railroad und betrieb ihn zunächst als Zweigstrecke.
1869 wurde die Suncook Valley Railroad eröffnet, deren Strecke in Suncook abzweigte. Aus topografischen Gründen musste die Strecke so gebaut werden, dass die Züge aus Richtung Bow Junction zunächst ein kurzes Stück in die ehemalige Strecke Richtung Portsmouth einfuhren, wo eine Spitzkehre entstand. Am 20. Dezember 1952 wurde diese Strecke stillgelegt und im darauffolgenden Jahr abgebaut.
Der östliche Streckenteil Portsmouth–Candia wurde weiterhin durch die Concord&Portsmouth betrieben. Der Pachtvertrag mit der Concord Railroad ging 1889 auf die Concord and Montreal Railroad und 1895 schließlich auf die Boston and Maine Railroad über. Die Boston&Maine kaufte 1940 die Anteilsmehrheit an der Concord&Portsmouth und schließlich 1944 die gesamte Bahngesellschaft einschließlich der Bahnstrecke.
Reine Personenzüge fuhren letztmals 1954. Noch bis Anfang der 1960er Jahre fuhren gemischte Züge. 1982 erfolgte schließlich die Stilllegung der Strecke von Rockingham Junction nach Candia, nachdem bereits im Jahr zuvor westlich von Raymond keine Züge mehr fuhren. Die Betriebsführung des verbleibenden Streckenstücks oblag ab 1983 der Guilford Transportation, die ab 2006 unter dem Namen Pan Am Railways firmierte. Heute stellt die Strecke die einzige Schienenverbindung von Portsmouth zum restlichen Bahnnetz dar und wird mehrmals täglich befahren.

## Streckenbeschreibung
Die Strecke zweigt in Portsmouth aus der Hauptstrecke der ehemaligen Eastern Railroad ab und führt bis kurz vor Suncook in westliche Richtung. Die Bahn ist kurven- und steigungsreich, da sie nicht entlang eines Flusses führt. Kurz vor Rockingham überquert die Bahn den Squamscott River. Die Strecke kreuzt in Rockingham und Epping zwei andere Bahnstrecken niveaugleich. An beiden Kreuzungen gab es Gleisverbindungen. Ab Rockingham sind die Gleise abgebaut und die Trasse dient heute als Wanderweg. Der bereits 1862 stillgelegte Abschnitt von Candia nach Suncook ist nicht mehr erkennbar. Die Strecke verlief von Candia aus zunächst westwärts, um vor Suncook nach Norden abzubiegen. Der letzte Abschnitt bis Bow Junction verlief entlang des Merrimack River, den die Bahn in Pembroke überquerte. Die Brücke wurde nach der Stilllegung 1953 abgerissen. Das letzte Streckenstück ist heute noch als Industrieanschluss vorhanden.